# ایمپالا پلتینیوم
ایمپالا پلتینیوم (انگلیسی: Impala Platinum) شرکت معادن و فلزات آفریقای جنوبی است، که در زمینه استخراج، پالایش، بازاریابی و فروش فلزات گروه پلاتین، نیکل، مس و کبالت فعالیت می‌کند.
شرکت ایمپالا در سال ۱۹۷۳ تأسیس شد و هم‌اکنون (۲۰۱۳) به‌طور متوسط معادل ۱٫۷ میلیون اوز پلاتین در سال تولید می‌نماید و با در اختیار داشتن ۲۵٪ درصد از سهم بازار جهانی فلزات گروه پلاتین، پس از شرکت انگلو امریکن پلاتینیوم به‌عنوان دومین تولیدکننده پلاتین جهان شناخته می‌شود.
دفتر مرکزی ایمپالا پلتینیوم در شهر ژوهانسبورگ قرار دارد. بخشی از سهام این شرکت در بازار بورس ژوهانسبورگ معامله می‌شود. 